# Трећа династија Ура
Трећа династија Ура, такође познато и као Сумерско-акадско царство, Нео-сумерско царство, Сумерска ренесанса и Ур III царство, била је сумерска династија из 21. и 20. века п. н. е. Контролисала је градове Исин, Ларсу и Ешнуну.

## Оснивање
Период историје Месопотамије од пада Акадског краљевства до оснивања Треће династије Ура није добро познат. У надметању градских владара за превласт истакао се Гудеа из Лагаша. Међутим, и поред Гудеиног богатства, његова моћ простирала се само на град и околину. Крајем 22. века у Сумеру се почиње истицати гувернер града Ура, Ур-Наму. Он је владао као намесник краља Уту-Хенгала (пета династија Урука). Није могуће тачно утврдити време када се Ур-Наму одметнуо од Утухенгала и основао Трећу династију Ура. Међутим, уручка династија је свакако настала пре 2104. године п. н. е. (између 2112. и 2104. п. н. е.). Ур-Наму је раније морао успоставити своју власт како би 2104. године успео збацити Утухенгала са престола. Династија је владала од 2104. до 2003. године п. н. е. тј. нешто више од сто година.

## Владавина Ур-Намуа
Након што је приграбио власт, Ур-Наму је понео титулу "Цар Ура, Сумера и Акада" и "Господар Урука". Чувени Сумерски попис краљева вероватно је настао у време владавине Ур-Намуа или његовог наследника. Сукоб Ур-Намуа са лагашким владарем Намаханином проузроковао је избацивање имена владара Лагаша из Списка.
Ур-Наму је владао областима Сумера, Ки-Ури (Акада), Елама и Сирије, а на северу од Доњег Заба (града Асура) до Персијског залива. Царска власт била је неограничена, типична за источњачке деспотије. Локална управа почивала је на енсијима (цивилним) и шаганима (војним заповедницима).

## Ур-Намуов законик
Године 1953. је у археолошком музеју у Истанбулу археолог Крамер међу бројним глиненим таблицама открио и правне текстове од којих је био сачињен Ур-Намуов законик. Нађено је 35 параграда од укупно 370 редова.
У законику се истиче да су Ану и Енлил (главна божанства Ура) предали власт над Уруком богу Нану (Сину) који је као свог заступника на земљи изабрао Ур-Намуа. У наставку се истичу краљеве заслуге. Спомиње се и јединствени систем мера и тегова кога Ур-Наму уводи. Ур-Намуов законик је један од најстаријих сачуваних законика. Ур-Наму се истицао и градитељским делатностима. Први је започео изградњу степенастих пирамида — зигурата. Владао је дванаест година. Наследио га је син Шулги (2094—2046).

## Владавина Шулгија
Ур-Намуов наследник Шулги такође је успешно владао. Његова дуга владавина (четрдесет и осам година) може се поделити у два периода — период мира у првој половини и период освајања у другој половини. Током првог периода Шулги се, као и његов отац, бавио градитељском делатношћу. Подигао је светилиште у Нипуру богу Енлилу, храмове у Сузи за еламска божанства и за себе монументалну громницу у Уру. Она је до данас сасвим опљачкана. Године 2054. п. н. е. основао је свој архив у Пурзиш-Дагану. До данас је откривен и сачуван велики број таблица Шулгијевог архива.
За разлику од похода свога оца, Шулги је оставио доста података од својим војним походима. Они су били усмерени на Загрос. Еламски Аншан био је у саставу Шулгијеве краљевине, а против Лулубејаца, Симурана и Гута је водио чак девет похода. Сукобљавао се и са Хуритима који ће касније основати независну Митанску државу. У саставу Шулгијеве државе налазила се и Асирија (заједно са градом Ашуром) и град Мари.
Шулгија су поданици славили као божанство. Сачувано је тридесетак химни у његову част, а један месец у сумерском календару добио је име по њему. Своје кћери удао је за еламског краља Маркашу и енсија Аншана. Касније долази у сукоб са зетом те улази у Аншан и разара га. Међутим, није успео да освоји читав Елам који ће касније бити један од узрочника пада краљевине. Наследио га је син Амар-Син.

## Опадање
Амар-Син није оставио важније податке о себи. Наследио га је брат Шу-Син који је такође предузимао походе на Загрос. У то време падају упади Аморита на територију краљевине због чега Шу-Син подиже заштитини зид у дужини од око 200 km. Године 2027. п. н. е. наследио га је брат Иби-Син. Упади Аморита постајали су све чешћи. Централна власт слаби што проузрокује осамостаљивање многих градова — Ешнуна, Суза, Лагаш, Ума, Нипур.
Како би учврстио власт на истоку, Иби-Син предузима походе на Елам. То користе Аморити који упадају на територију краљевине. Иби-Син шаље једног од својих шагана, Ишби-Ера, да пошаље војну помоћ. Међутим, Ишби-Ера се проглашава краљем и ствара коалицију против Иби-Сина. Већ следеће, 2021. године п. н. е., Ишби-Ера је владао Исином самостално, а четири година касније је носио титулу "цар четири стране света". Ешнунски енси такође се прогласио самосталним, а 2025. године у Сумер продире аморитско племе под Напланумом које проглашава нову династију. Под његовом влашћу налазио се Киш, Ума и Ларак.

## Пропаст
У оваквој ситуацији у Сумер продире племе Еламаца под краљем Хутрантемтом. Еламци су напали и разорили Ур. Краља Иби-Сина одвели су у Аншан окованог 2003. године п. н. е. Сачуван је трагични "Плач о страдању Ура" урске богиње Нингал. Еламци су у Уру оставили своју војну команду.
Разарањем Ура завршава се и историја Сумера, народа који је свету дао писмо, епове, државну организацију, науку и уметност. Следећих двеста година историје Месопотамије биће обележено борбама Еламаца и Аморита све до формирања Старог вавилонског царства од стране Хамурабија.

## Владари Сумерско-акадског царства
| Владар                                           | Наследник     | Дужина владавине | Приближане године владавине                  | Коментар          |
| ------------------------------------------------ | ------------- | ---------------- | -------------------------------------------- | ----------------- |
| Ур-Наму                                          |               | 18 година        | око 2047–2030. п. н. е. (Кратка хронологија) | Оснивач династије |
| Шулги                                            | Син Ур-Намуа  | 46 година        | око 2029–1982. п. н. е.                      |                   |
| Амар-Син                                         | Шулгијев син  | 9 година         | око 1981–1973. п. н. е.                      |                   |
| Шу-Син                                           | Син Амар-Сина | 9 година         | око 1972–1964. п. н. е.                      |                   |
| Иби-Син                                          | Син Шу-Сина   | 24 Година        | око 1963–1940. п. н. е.                      |                   |
| Еламци разарају Ур, краљ одведен у заробљеништво |               |                  |                                              |                   |